# Tiefer Staat in der Türkei
Der Begriff Tiefer Staat (türkisch: derin devlet) wird in der Türkei in der Bedeutung von Staat im Staate verwendet.
Er deutet auf eine im Verlauf mehrerer Jahrzehnte gewachsene konspirative Verflechtung von Militär, Geheimdiensten, Politik, Justiz, Verwaltung, Rechtsextremismus und organisiertem Verbrechen (insbesondere Killerkommandos) hin. Die Diskussion entfachte sich besonders um den sogenannten Susurluk-Skandal im Jahre 1996, wurde aber schon in den 1970er Jahren mit Begriffen wie Kontra-Guerilla oder Özel Harp Dairesi (Amt für besondere Kriegsführung) geführt. In den letzten Jahren wurde in diesem Zusammenhang auch der offiziell inexistente Geheimdienst der Gendarmerie mit seiner Abkürzung JİTEM genannt.
In der Türkei wird weithin davon ausgegangen, dass der Tiefe Staat im Geheimen bis heute eine signifikante Rolle in der türkischen Politik spielt und in der jüngeren Geschichte häufig massiven Einfluss genommen hat. Dabei werden unter anderem die beiden Militärputsche von 1971 und 1980 sowie eine größere Zahl von unaufgeklärten politischen Morden, Folter, Menschenrechtsverletzungen, zahlreiche Fälle des gewaltsamen Verschwindenlassens von Menschen und der Verlauf des Konflikts mit der kurdischen PKK in Südostanatolien genannt. Der heutige Stand der Aufklärung des Phänomens, seiner Geschichte und politischen Hintergründe kann jedoch nach wie vor als gering angesehen werden.
Der Begriff wird – in Anlehnung an die türkischen Verhältnisse – auch in anderen Ländern als polemischer Begriff zur Bezeichnung tatsächlicher oder vermeintlicher Zustände benutzt.

## Hintergrund
Das Phänomen des Tiefen Staats ist mit der Entstehungsgeschichte der modernen Türkei verknüpft. Sie entstand Anfang der 1920er Jahre aus dem Osmanischen Reich durch eine radikale Transformation des politischen Systems und der Gesellschaft durch  Staatsgründer Mustafa Kemal Atatürk. Wesentliche Elemente des Kemalismus waren und sind ein starker Nationalismus (Begriff des Türkentums) sowie eine strikte Trennung von Religion und Staat. Als Hüter und Bewahrer dieses Staatsmodells sehen sich bis heute vor allem das türkische Militär und Teile der staatlichen Verwaltung, darunter die Geheimdienste. Jegliche Bestrebungen oder Bewegungen, die diese Institutionen als potenzielle Bedrohung des kemalistischen Staats ansahen, wurden in der Vergangenheit mit großer Härte bekämpft, auch unter Einsatz geheimer „verdeckter Operationen“ von Geheimdiensten und Militär. Dabei kam es zu zahlreichen Menschenrechtsverletzungen. Als Bedrohung wurden dabei vor allem in den 1970er Jahren sozialistische und kommunistische Bewegungen sowie bis in die Gegenwart der kurdische Nationalismus angesehen, letzterer insbesondere in Form der marxistischen Untergrundorganisation PKK. Seit geraumer Zeit wird darüber hinaus auch der wieder zunehmende Einfluss des politischen Islam kritisch gesehen.
Das Wesen des Tiefen Staats wird darin gesehen, dass sich im Laufe der Auseinandersetzungen mit den verschiedenen als Bedrohung identifizierten Strömungen innerhalb des Staats Strukturen ausbildeten, die keiner demokratischen Kontrolle unterworfen waren, eine Art Staat im Staate. Diese bedienten sich darüber hinaus teilweise krimineller und radikaler politischer Elemente, wobei die fehlende demokratische Kontrolle letztlich zu einer unkontrollierbaren Deformation und Verflechtung staatlicher Strukturen mit Elementen des Rechtsextremismus und der organisierten Kriminalität führte. In diesem Zusammenhang wird auch oft das Vorgehen des Militärs und verschiedener Sicherheitskräfte gegen die Kurden in Südostanatolien in den 1980er und 1990er Jahren genannt, das teilweise als Schmutziger Krieg kritisiert wird.
Der unten näher behandelte Susurluk-Skandal von 1996 erweckte deshalb großes Aufsehen in der Türkei, weil diese geheimen Verflechtungen erstmals offenkundig wurden: In einem verunfallten Wagen saßen mit Hüseyin Kocadağ ein hoher Polizeifunktionär, mit Abdullah Çatlı ein international gesuchter, rechtsextremer Drogenhändler und Mörder mit erwiesenen Geheimdienstverbindungen, sowie mit Sedat Edip Bucak ein Parlamentsabgeordneter, der eine wichtige Rolle im Kampf gegen die PKK gespielt hatte.
Laut Kritikern hat sich unter der AKP-Regierung ein neuer Tiefer Staat gebildet. Dieser neue Tiefe Staat soll durch die Unterwanderung des gesamten Staatsapparats, vor allem der Justizbehörden und der Polizei, durch die Fethullah-Gülen-Bewegung organisiert sein. Nach dem Putschversuch im Jahre 2016 versuchte die türkische Regierung mittels Massenverhaftungen und Massenentlassungen von Staatsbediensteten diesen Staat im Staat zu beseitigen.

## Ungeklärte Ereignisse
Eine Reihe von – zum großen Teil – unaufgeklärten Ereignissen hat die Diskussion um den Tiefen Staat geprägt. Einige davon sind:

### Villa Ziverbey
Ziverbey köşkü (eine Villa im Stadtteil Erenköy von Istanbul) wurde ein Symbol für die systematische Folter von Regimegegnern nach dem Militärputsch im März 1971. Intellektuelle wie İlhan Selçuk und Uğur Mumcu wurden hier gefoltert und bestätigten, was Oberstleutnant Talat Turhan in seinem Buch über den Tiefen Staat schrieb. Demnach stellten sich die Folterer bei ihm als Mitglieder der Kontra-Guerilla vor, die ihn nach eigenem Ermessen töten dürften.

### Massaker auf dem Taksim-Platz (Istanbul)
Am 1. Mai 1977 hielt die „Konföderation Revolutionärer Gewerkschaften der Türkei“ (DİSK) eine Kundgebung auf dem Taksim-Platz in Istanbul ab, an der sich eine viertel Million Menschen beteiligten. Unerkannte Personen schossen in die Menge und töteten mindestens 34 Personen. Die Täter wurden nie gefasst.
1987 sagte der ehemalige Vizepremier Sadi Kocas der Zeitung Hürriyet: „Es war nicht nur der eine Vorfall, der am 1. Mai passiert ist. Seit 1968–1969 und den 70er Jahren gab es eine Serie von mindestens sieben bis acht Vorfällen pro Jahr.“ Am 7. Mai 1977 bekräftigte Bülent Ecevit: „In den Vorfällen vom 1. Mai hatte die Konterguerilla ihre Finger.“

### Susurluk-Skandal
Der Susurluk-Skandal offenbarte sich bei einem Verkehrsunfall am 3. November 1996 in der Nähe der Kreisstadt Susurluk in der Provinz Balıkesir. Bei diesem Unfall kamen der damalige stellvertretende Polizeichef von Istanbul, Hüseyin Kocadağ, ein bekannter Aktivist der Grauen Wölfe, Abdullah Çatlı, und dessen Frau Gonca Us ums Leben. Der Abgeordnete der Partei des Rechten Weges (DYP) für die Provinz Urfa, Sedat Edip Bucak, der eine eigene Armee von Dorfschützern gegen die PKK befehligte, wurde verletzt.
Ein parlamentarischer Untersuchungsausschuss veröffentlichte im April 1997 einen 350-seitigen Bericht zu dem Vorfall. Laut dem Bericht hatten Staatsorgane die Grauen Wölfe instrumentalisiert. In diesem Zusammenhang hätten Staatsorgane in den 1970er Jahren gewaltsame Konflikte zwischen politisch links und rechts stehenden Gruppen initiiert, um die Vorbedingungen für den Militärputsch von 1980 zu schaffen.

### Das Ereignis in Şemdinli
Am 9. November 2005 explodierte in einem Buchladen in der Kreisstadt Şemdinli in der Provinz Hakkâri eine Handgranate. Es gab einen Toten und viele Verletzte. Passanten stellten drei Verdächtige. Zwei von ihnen gehörten der Gendarmerie an und einer war ein Überläufer der PKK. Der Staatsanwalt Ferhat Sarıkaya, der Verbindungen der Gefreiten Ali Kaya und Özcan İldeniz sowie des Überläufers Veysel Ateş zu hochrangigen Militärs aufzudecken versuchte, wurde seines Amtes enthoben.
Die Täter wurden an der 3. Großen Strafkammer in Van angeklagt und am 19. Juni 2006 zu 30 Jahren 10 Monaten und 27 Tagen Haft verurteilt. Im Mai 2007 hob die 9. Strafkammer des Kassationshofes das Urteil auf. Die Richter der 3. Strafkammer in Van weigerten sich, das Verfahren an ein Militärgericht abzugeben. Sie wurden danach versetzt. Nachdem das Verfahren an das Militärgericht in Van übergeben worden war, wurde hier die Freilassung der Angeklagten angeordnet.

### Ermordung von Hrant Dink
Der armenische Journalist Hrant Dink wurde am 19. Januar 2007 vor dem Büro seiner Zeitschrift Agos in Istanbul ermordet. Als Mörder wurde der minderjährige Ogün Samast in Samsun gefasst. Am 7. Februar 2007 berichtete die Nachrichtenagentur ANKA von Verbindungen des Mörders zu nationalistischen Kreisen und wies darauf hin, dass er als Polizeispitzel und für den Geheimdienst der Gendarmerie (JITEM) gearbeitet hatte. Der Literaturnobelpreisträger Orhan Pamuk gab der türkischen Regierung eine Mitschuld an diesem Mord. Die Anwälte von Dinks Hinterbliebenen kritisierten die türkischen Behörden. Die wahren Hintermänner der Tat seien gedeckt worden und Beweismittel seien verheimlicht oder vernichtet worden. Der Europäische Gerichtshof für Menschenrechte stellte im Jahr 2010 eine Mitverantwortung des türkischen Staates fest, weil er Dink trotz vorliegender Erkenntnisse über Pläne von Rechtsradikalen zur Ermordung kritischer Journalisten nicht schützte.

## Offizielle Kommentare
Als Erster wies 1974 der damalige Ministerpräsident Bülent Ecevit auf einen „Staat im Staate“ unter dem Begriff „Kontra-Guerilla“ (kontr-gerilla) hin. Der damalige Kommandant der angeblichen Geheimorganisation Amt für besondere Kriegsführung, General Kemal Yamak, soll den Chef des Generalstabs, Semih Sancar, gebeten haben, den Premierminister um die Zahlung von einer Million Dollar für sein Amt zu bitten. Bis zu diesem Zeitpunkt sei diese Summe jährlich von den USA gezahlt worden.
In den Memoiren des Generals Kenan Evren, der den Militärputsch in der Türkei 1980 angeführt hatte, berichtet er von einem Treffen mit dem damaligen Ministerpräsidenten Süleyman Demirel am 5. Mai 1980. Demirel habe ihn gebeten, das Amt für besondere Kriegsführung im Einsatz gegen die Terroristen einzusetzen (wie es am 30. März 1972 geschehen sei). Kenan Evren habe abgelehnt, weil er keine Gerüchte über Kontra-Guerilleros hören wollte. Ähnliches sagte Kenan Evren in einem Interview mit der Tageszeitung Hürriyet am 16. November 1990.
Premierministerin Tansu Çiller kommentierte zum Unfall in Susurluk, dass „alle, die für den Staat Kugeln abfeuerten oder von Kugeln getroffen würden, ehrenwert seien“. In einem Programm des Fernsehsenders Kanal 7 zum Mord an Hrant Dink sagte der Premier Recep Tayyip Erdoğan am 27. Januar 2007, dass der „Staat im Staate“ (tiefer Staat – derin devlet) eine nicht zu leugnende Realität sei. Es habe ihn seit dem Osmanischen Reich gegeben. Es ginge darum, ihn zu minimieren und, wenn möglich, auszuschalten.

## Film
Aspekte des Tiefen Staates wurden 2009 in fiktionalisierter Form in dem türkischen, dort sehr erfolgreichen Politthriller Tal der Wölfe – Gladio thematisiert. Zugrunde liegt die Fernsehserie Tal der Wölfe.